# گمینا ستاروژربه
گمینا ستاروژربه (به لهستانی:  Gmina Staroźreby) یک گمینا در لهستان است که در شهرستان پوتسک، استان ماسوویان واقع شده‌است.
 گمینا ستاروژربه ۱۳۷٫۵۵ کیلومتر مربع مساحت و ۷٬۵۷۶ نفر جمعیت دارد.